# Luís Antônio, Duque de Angolema
Luís Antônio d'Artois, depois Luís-Antônio de França (1824-1830) e depois somente Luís de França a partir de 1836 (em francês: Louis-Antoine d'Artois; Versalhes, 6 de agosto de 1775 — Gorizia, 3 de junho de 1844), foi um nobre francês que ostentou os títulos de Duque de Angolema e Delfim da França de 1824 a 1830. Filho mais velho de Carlos X, Luís Antônio foi o último herdeiro do trono francês desde a ascensão de seu pai em 1824, sucedendo a seu tio Luís XVIII, que morrera sem herdeiros. 
Após a abdicação de Carlos X no decorrer da Revolução de Julho, Luís Antônio tecnicamente assumiu o trono e também abdicou de seus direitos dinásticos, o que gera a crença popular de que seu hipotético reinado tenha durado cerca de vinte minutos. De fato, Luís Antônio nunca reinou oficialmente e somente assumiu o título legitimista de "Luís XIX" após a morte de seu pai, em 1836.

## Biografia

### Início da vida
Luís Antônio nasceu em Versalhes, como o filho mais velho de Carlos Filipe, Conde de Artois, o irmão mais novo do rei Luís XVI. Ele nasceu um ano após a morte de seu bisavô, o rei Luís XV e sete anos após a morte de sua bisavó, a caridosa rainha Maria Leszczyńska. Sua mãe era a princesa Maria Teresa de Saboia (conhecida como Marie Thérèse na França), filha de Vítor Amadeu III da Sardenha e Maria Antônia da Espanha. 
De 1780 a 1789, Luís Antônio e seu irmão mais novo, Carlos Fernando, Duque de Berry, foram educados por seu gouverneur Armand-Louis, Marquês de Sérent no Castelo de Beauregard a 5 km de Versalhes. Com a eclosão da Revolução Francesa em 1789, os dois jovens príncipes seguiram seu pai para o exílio primeiro em Turim, depois na Alemanha e, finalmente, na Inglaterra. Em 1792, Luís Antônio se juntou ao exército de émigrés de seu primo, o então Príncipe de Condé. 
Em junho de 1795, seu tio, o até então intitulado Conde da Provença, proclamou-se rei como Luís XVIII. Mais tarde naquele ano, Louis Antoine, de 20 anos, liderou uma revolta monarquista malsucedida na Guerra da Vendeia. No início de 1797, ele se juntou a seu irmão e tio no Ducado de Brunswick, na esperança de se juntar ao exército austríaco. A derrota da Áustria pela França obrigou-os a fugir, e eles se refugiaram em Mittau, na Curlândia, sob a proteção do czar Paulo I da Rússia. 
Lá, em 10 de junho de 1799, Luís Antônio casou-se com sua prima, Maria Teresa da França, a filha mais velha de Luís XVI e Maria Antonieta, e o único membro da família real imediata a sobreviver à Revolução Francesa. Desde sua libertação da Prisão do Templo em 1795, Maria Teresa vivia na corte austríaca. Eles não tiveram filhos.

### Serviço militar
Em abril de 1800, Luís Antônio assumiu o comando de um regimento de cavalaria do exército bávaro e participou da Batalha de Hohenlinden contra os franceses, mostrando alguma habilidade. No início de 1801, o czar Paulo I fez as pazes com Napoleão Bonaparte, e a corte francesa no exílio fugiu para Varsóvia, então controlada pela Prússia. Nos dez anos seguintes, Luís Antônio acompanhou e aconselhou seu tio, Luís XVIII. Eles voltaram para a Rússia quando Alexandre I assumiu o trono russo, mas em meados de 1807 o Tratados de Tilsit firmado entre Napoleão e Alexandre I os forçou a se refugiar na Grã-Bretanha. Instalado na residência de campo conhecida como Casa Hartwell, o rei Luís XVIII reconstituiu sua corte, e Luís Antônio recebeu um subsídio de £300 por mês. Duas vezes (em 1807 e 1813), Luís Antônio tentou retornar à Rússia para se juntar à luta contra Napoleão, mas foi recusado pelo czar. Ele permaneceu na Grã-Bretanha até 1814, quando navegou para Bordéus, cuja população havia se declarado leal ao rei. Sua entrada na cidade, em 12 de março de 1814, foi considerada como o início da Restauração Bourbon. A partir daí, Luís Antônio lutou ao lado do Duque de Wellington para derrubar Napoleão.

### Voo para a Grã-Bretanha e retorno
Luís Antônio foi, como chefe do exército monarquista no sul do vale do rio Ródano, incapaz de impedir o retorno de Napoleão a Paris, e foi novamente forçado a fugir para a Grã-Bretanha durante os "Cem Dias". Ele serviu lealmente a Luís XVIII após a derrota final de Napoleão em Waterloo. Em 1823, Luís Antônio comandou um exército francês enviado à Espanha para restaurar os poderes absolutos do rei espanhol Fernando VII, conhecidos como os Cem Mil Filhos de São Luís. O exército sob o comando de Luís Antônio sagrou-se vitorioso diante às forças reformistas espanholas na Batalha do Trocadero em agosto de 1823, após a qual o poder reacionário de Fernando VII foi firmemente restaurado. Por essa conquista, ele recebeu o título de Príncipe do Trocadero.  Após a morte de Luís XVIII em 1824, seu pai ascendeu ao trono como Carlos X e Luís Antônio tornou-se Delfim de França, herdeiro aparente do trono. Ele compareceu à coroação de seu pai em Reims em maio de 1825.

### Revolução de Julho
Na Revolução de Julho de 1830, massas de manifestantes furiosos exigiram a abdicação de Carlos X. Ele relutantemente assinou o documento de abdicação em 2 de agosto de 1830. Diz-se que Luís Antônio, que renunciou ao seu direito ao trono, tornou-se rei "Luís XIX" entre a assinatura de seu pai e a sua, mas no documento de abdicação ele é referido apenas como "Luís Antônio". O documento foi assinado em favor de seu sobrinho Henrique, Duque de Bordeaux. Pela última vez, ele partiu para o exílio, onde era conhecido como o "Conde de Marnes". Luís Antônio e sua esposa viajaram para Edimburgo, na Escócia, em novembro de 1830 e fixaram residência em uma casa no número 21 (agora 22) da rua Regent Terrace, próximo ao Palácio de Holyrood, onde Carlos X estava hospedado. O Imperador Francisco I da Áustria ofereceu o Castelo de Praga à comitiva real em 1832, então Luís Antônio e Carlos X se mudaram para lá. Francisco I, no entanto, morreu em 1835, e seu sucessor Fernando I disse à família real francesa que precisava do palácio para sua coroação no verão de 1836. Os reis franceses exilados e sua comitiva, portanto, partiram e finalmente chegaram ao Palácio de Grafenberg em Görz, em 21 de outubro daquele mesmo ano. Muitos legitimistas não reconheceram as abdicações como válidas e reconheceram Carlos X como rei até sua morte em 1836, com Luís Antônio sucedendo-o como "Luís XIX". Louis Antoine morreu em Görz em 1844, aos 68 anos. Ele foi enterrado na cripta de seu pai, Carlos X, na igreja do mosteiro franciscano de Kostanjevica em Nova Gorica, Eslovênia. Após sua morte, seu sobrinho, o Duque de Bordeaux, tornou-se chefe do ramo francês da Casa de Bourbon sob o nome real de "Henrique V", embora tenha usado o título de Conde de Chambord no exílio.